# John H. Starin

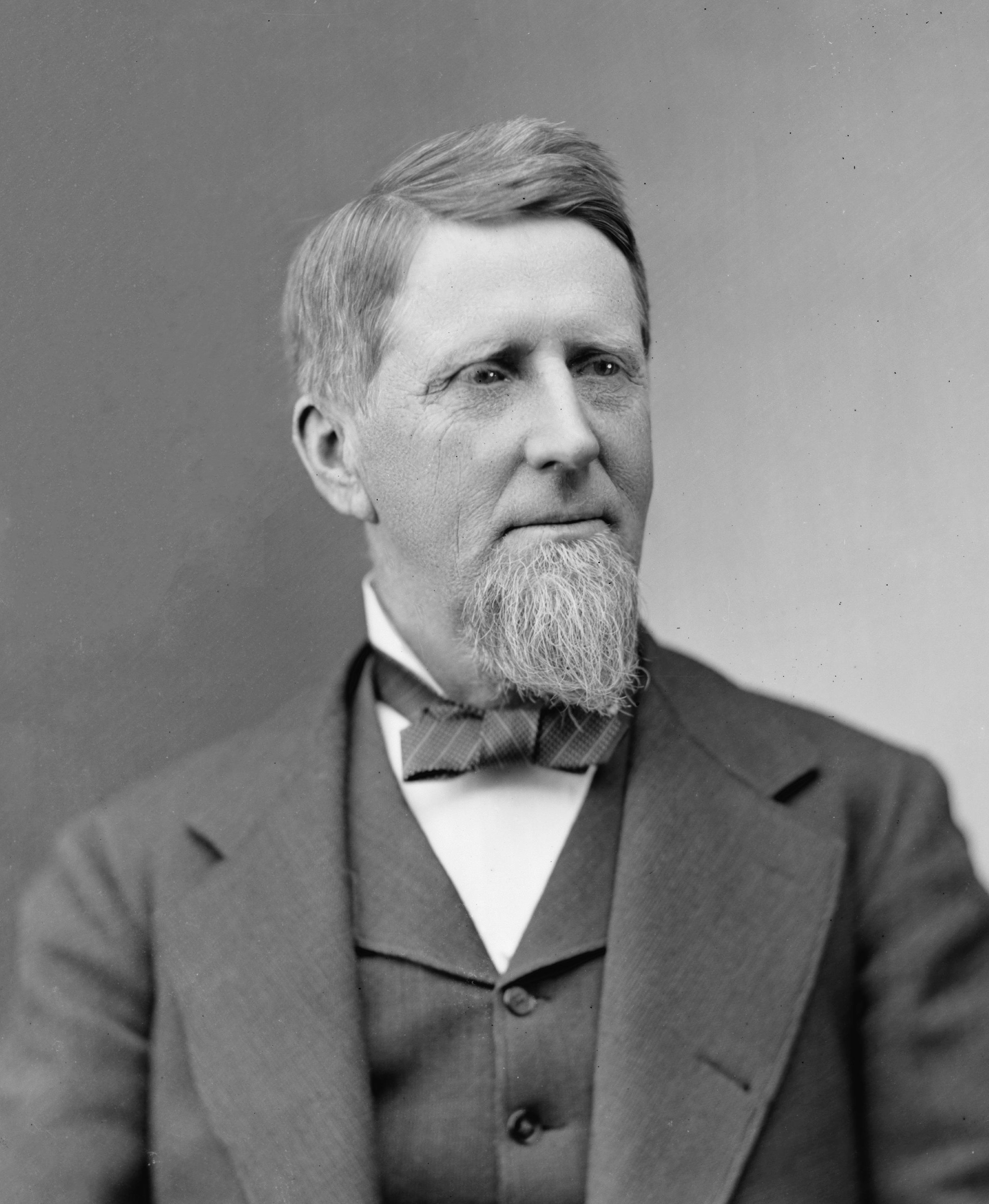
John H. Starin

John Henry Starin (* 27. August 1825 in Sammonsville, New York; † 21. März 1909 in New York City) war ein US-amerikanischer Politiker. Zwischen 1877 und 1881 vertrat er den Bundesstaat New York im US-Repräsentantenhaus. Der Kongressabgeordnete Thomas Sammons war sein Großvater.

## Werdegang
John Henry Starin wurde ungefähr zehn Jahre nach dem Ende des Britisch-Amerikanischen Krieges im Fulton County geboren – damals noch Teil vom Montgomery County. Seine akademische Laufbahn begann in Esperance, als er 1842 sein Medizinstudium antrat. Er gründete 1845 ein Arznei- und Medizingeschäft in Fultonville, welches er bis 1858 betrieb. Zwischen 1848 und 1852 bekleidete er den Posten als Postmeister von Fultonville. Starin war Gründer und Präsident der Starin City River & Harbor Transportation Co. Er hatte den Posten als Direktor der North River Bank in New York City und der Mohawk River National Bank. Ferner war er in der Landwirtschaft tätig und ging der Viehzucht nach. Politisch gehörte er der Republikanischen Partei an.
Bei den Kongresswahlen des Jahres 1876 für den 45. Kongress wurde Starin im 20. Wahlbezirk von New York in das US-Repräsentantenhaus in Washington, D.C. gewählt, wo er am 4. März 1877 die Nachfolge von Henry H. Hathorn antrat. Er wurde einmal wiedergewählt. Da er auf eine erneute Kandidatur im Jahr 1880 verzichtete, schied er nach dem 3. März 1881 aus dem Kongress aus.
Starin wurde 1883 Präsident der Fultonville National Bank – ein Posten, den er bis 1909 innehatte. Er war im Eisenbahnwesen tätig und Mitglied der New York City Rapid Transit Commission. Am 21. März 1909 verstarb er in New York City und wurde dann im Starin Mausoleum auf dem Stadtfriedhof von Fultonville beigesetzt.